# Nicola Tesini

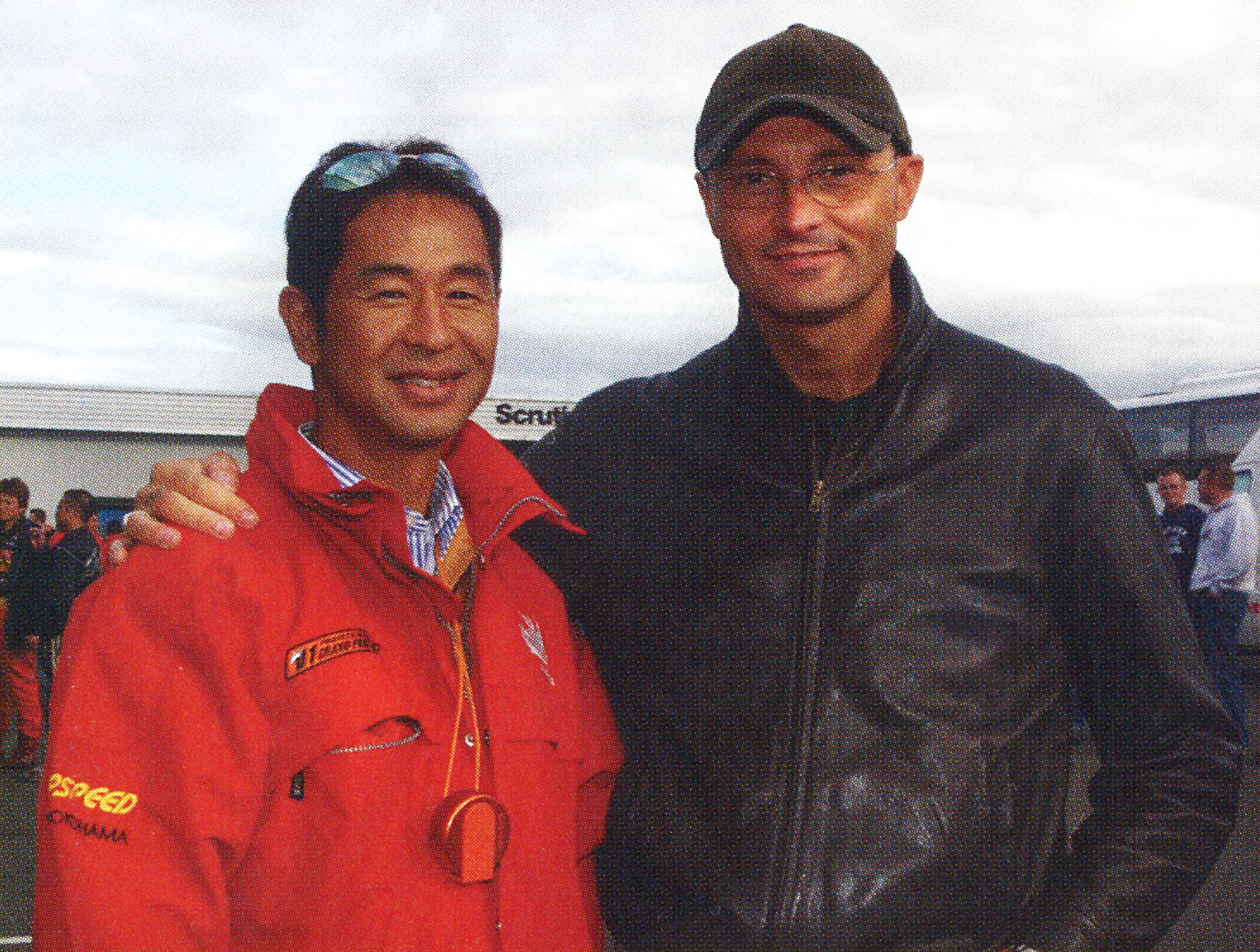
Keiichi Tsuchiya e Nicola Tesini

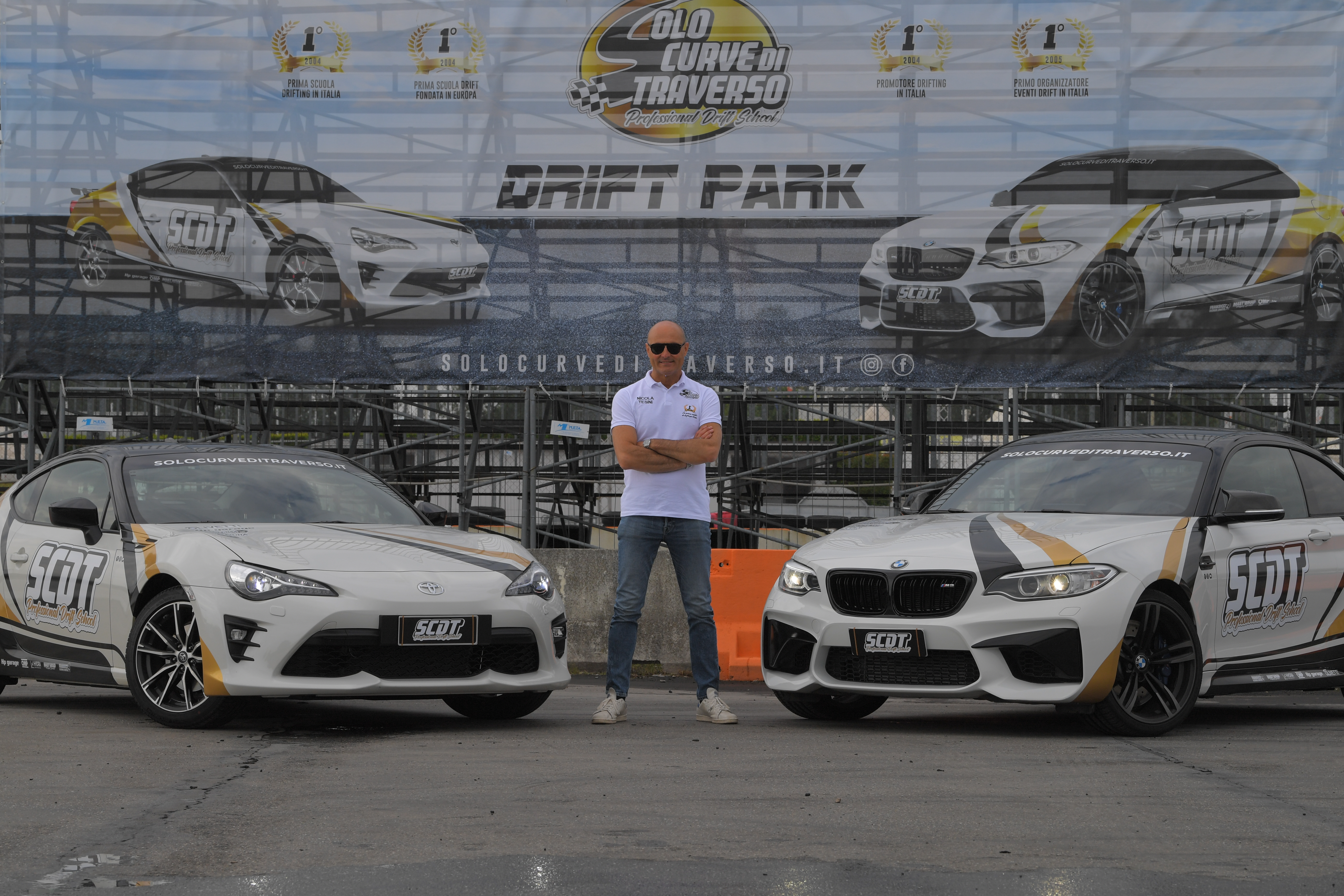
Nicola Tesini tra le auto della sua Scuola di Drifting

Nicola Tesini (Verona, 19 aprile 1962) è un pilota automobilistico e giornalista italiano, promotore di eventi drifting e istruttore di guida.

## Biografia
Figlio di Danilo Tesini – meccanico di Tazio Nuvolari, pilota e costruttore di vetture sport – Nicola Tesini inizia la carriera automobilistica nel 1982 nel challenge Avon di Formula Italia. Nel 1983 effettua alcuni test comparativi con l'ex pilota di Formula 1 Siegfried Stohr con il quale si alterna al volante di vetture di Formula 3.
Nel 1984 è secondo nel campionato italiano di Formula 2000 al volante dell'Alba-Alfa Romeo di Formula 3 con un record di quattro vittorie consecutive.
Nel 1985 e 1986 partecipa al campionato italiano di Formula 3 su una Dallara 385 e sempre nel 1986 debutta nelle ultime due prove del campionato europeo di Formula 3000, a Le Mans (Francia) e a Jarama (Spagna), pilotando una March Ford Cosworth del team Coloni.
L'anno seguente, nel 1987, entra a far parte della scuderia ufficiale Maserati Proteam come collaudatore e pilota nel campionato mondiale turismo WTCC alla guida della Maserati Biturbo. Affianca nelle gare endurance i compagni di team Armin Hahne e Bruno Giacomelli al Tourist Trophy di Silverstone (Inghilterra) e a due gare australiane, la 1000 km di Bathurst e la 500 km di Calder. Nella stessa stagione partecipa alla 2 Ore di Vallelunga, sempre su Maserati, e testa nelle prove europee di Birmingham (Inghilterra) e Imola la Dallara 3087 di Formula 3000.
Abbandonata l'attività agonistica a fine del 1987 si laurea in Scienze Politiche all'università di Bologna diventando tester e giornalista per alcune riviste automobilistiche: Rombo, Elaborare, AM Automese, Autosprint, Auto. In tale veste, tra il 1993 e il 2007, prova una quarantina di vetture da competizione, dalla AGS F.1 alla Mercedes DTM passando dalla BMW GTR alla F.Renault V6, dalle turismo endurance alle monoposto addestrative. Sempre come giornalista gareggia alla corsa dei campioni di Formula 1 del 1999 a Magny Cours su vetture di F. France, a due competizioni su ghiaccio del Trofeo Andros (1995 e 2000 su Citroën), ad una prova del campionato italiano Superstars 2004 (2º assoluto a Imola su BMW M5) e alle edizioni 2004 e 2005 della 24 Ore del Nürburgring su SEAT León TDi.
Nel 1999 ha vinto a Misano la 24 Ore per vetture di serie organizzata dalla rivista Auto guidando una BMW 320d della BMW Italia.
Nel 2004 fonda la "SoloCurveDiTraverso-SCDT" importando ufficialmente il Drifting in Italia. Attraverso questa struttura raggiunge due primati internazionali: la regolamentazione della specialità sotto egida FIA e l'introduzione di un rivoluzionario sistema telemetrico di trasmissione dati (battezzato Spydrift) capace di leggere ogni singolo istante e ogni singola manovra del drifter e della sua auto.   
Nel 2005, sul circuito inglese di Silverstone, fa la conoscenza con il pilota giapponese che ha dato vita alla disciplina del Drifting: "Drift King" Keiichi Tsuchiya.  
A partire dal 2004 collabora come istruttore alla scuola di guida sicura e sportiva "GuidarePilotare" di Siegfried Sthor ed è uno dei principali esperti didatti a livello nazionale nell'insegnamento presso le aziende della guida difensiva connessa all'attività lavorativa in itinere.
Dal 2005 al 2013 è stato il principale promotore delle manifestazioni Drifting in Italia con 61 gare organizzate lanciando la serie nazionale SuperDrift Professional Challenge (2006-2013). Dal 2004, oltre a collaborare come pilota-istruttore per BMW Italia, gestisce e coordina la prima scuola europea ed italiana di drift, la "Drifting School SCDT", successivamente affiancata nel 2017 dalla SuperCarControl, la tutoring-school internazionale con personal-trainer Nicola Tesini dedicata
alla guida delle granturismo e delle supercar stradali.

## Galleria d'immagini

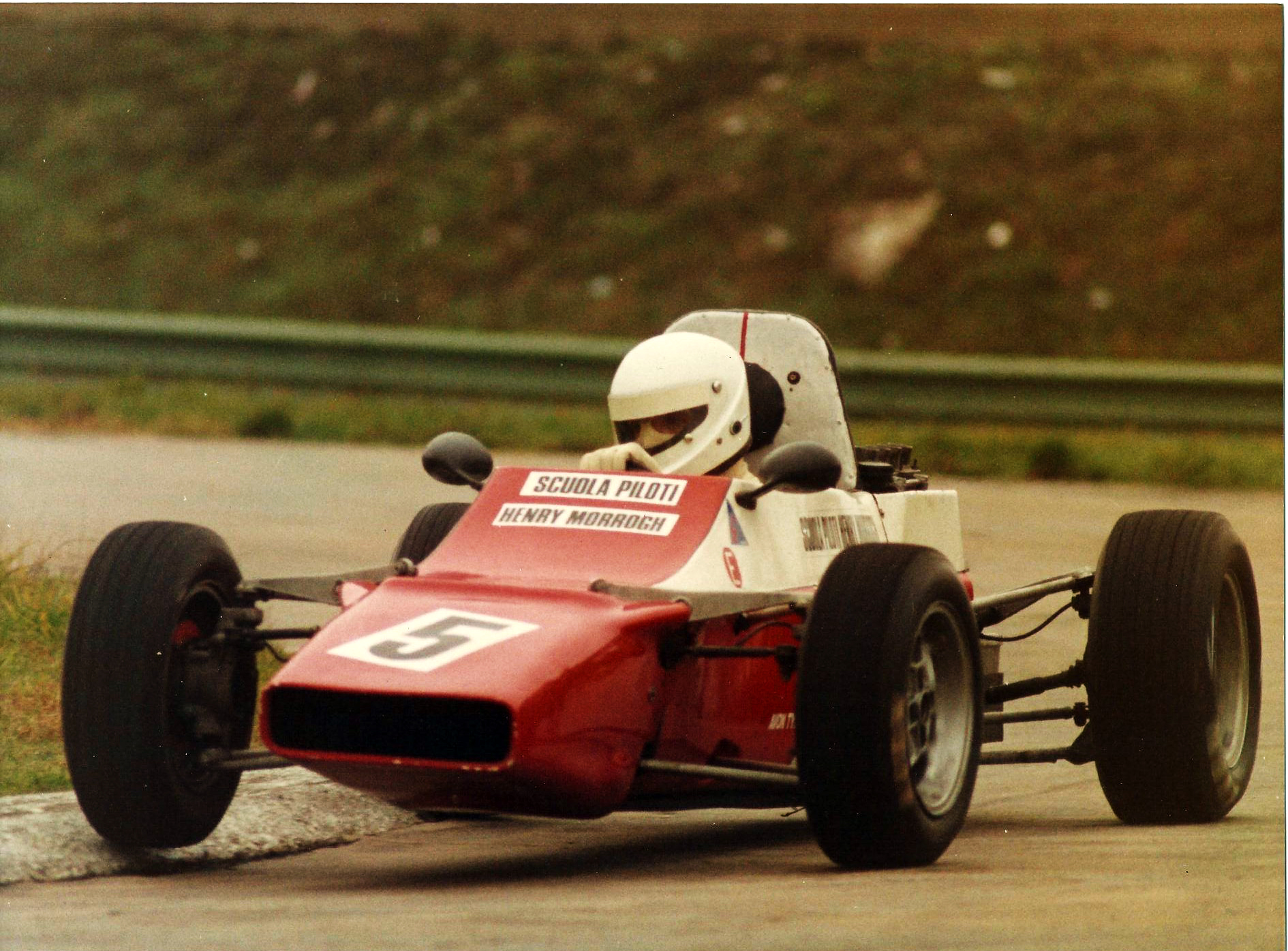
Nicola Tesini su F.Italia - Magione 1982
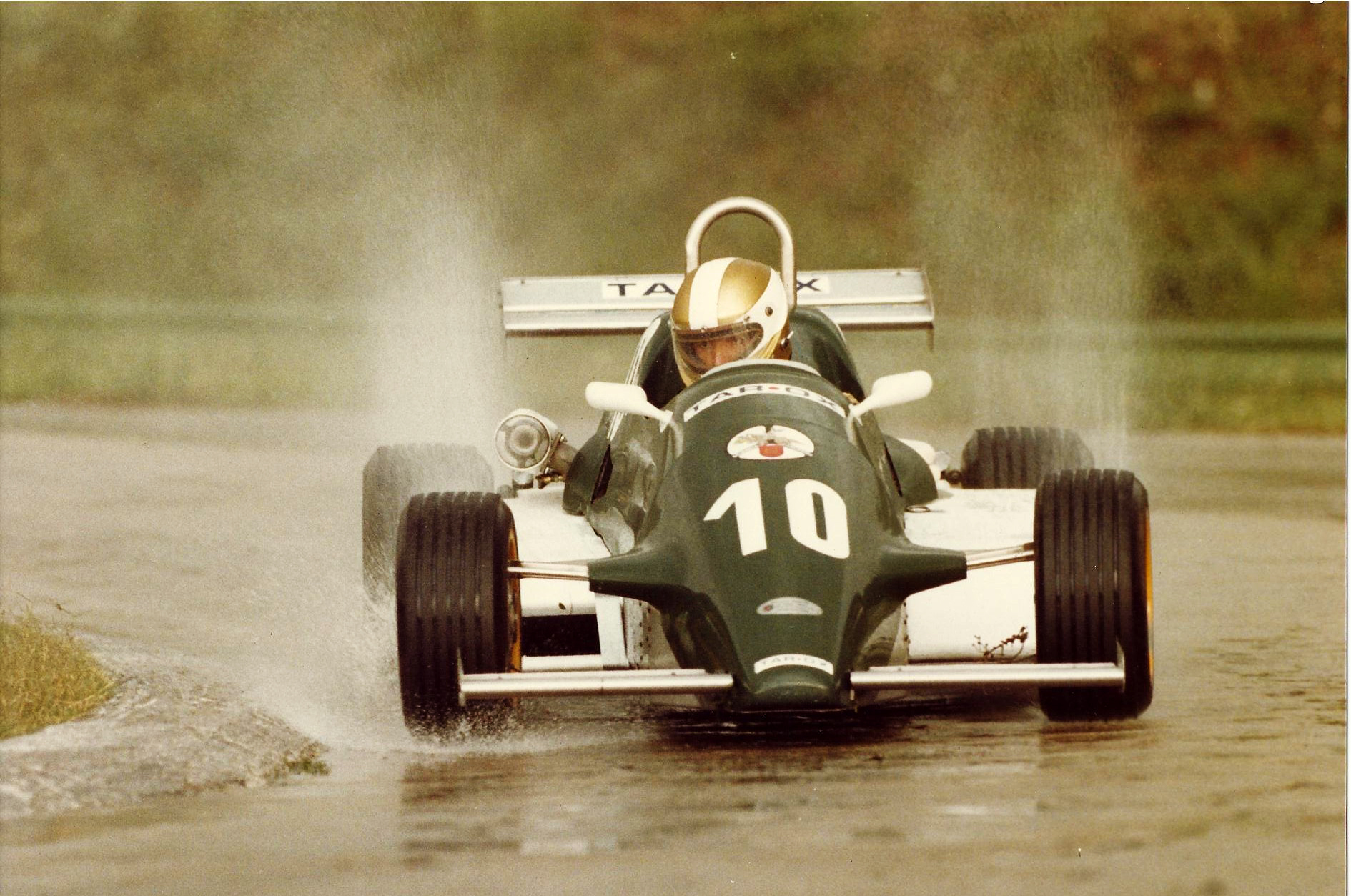
Nicola Tesini su Alba-Alfa Romeo F.3 - Magione Campionato Italiano F.2000 1984
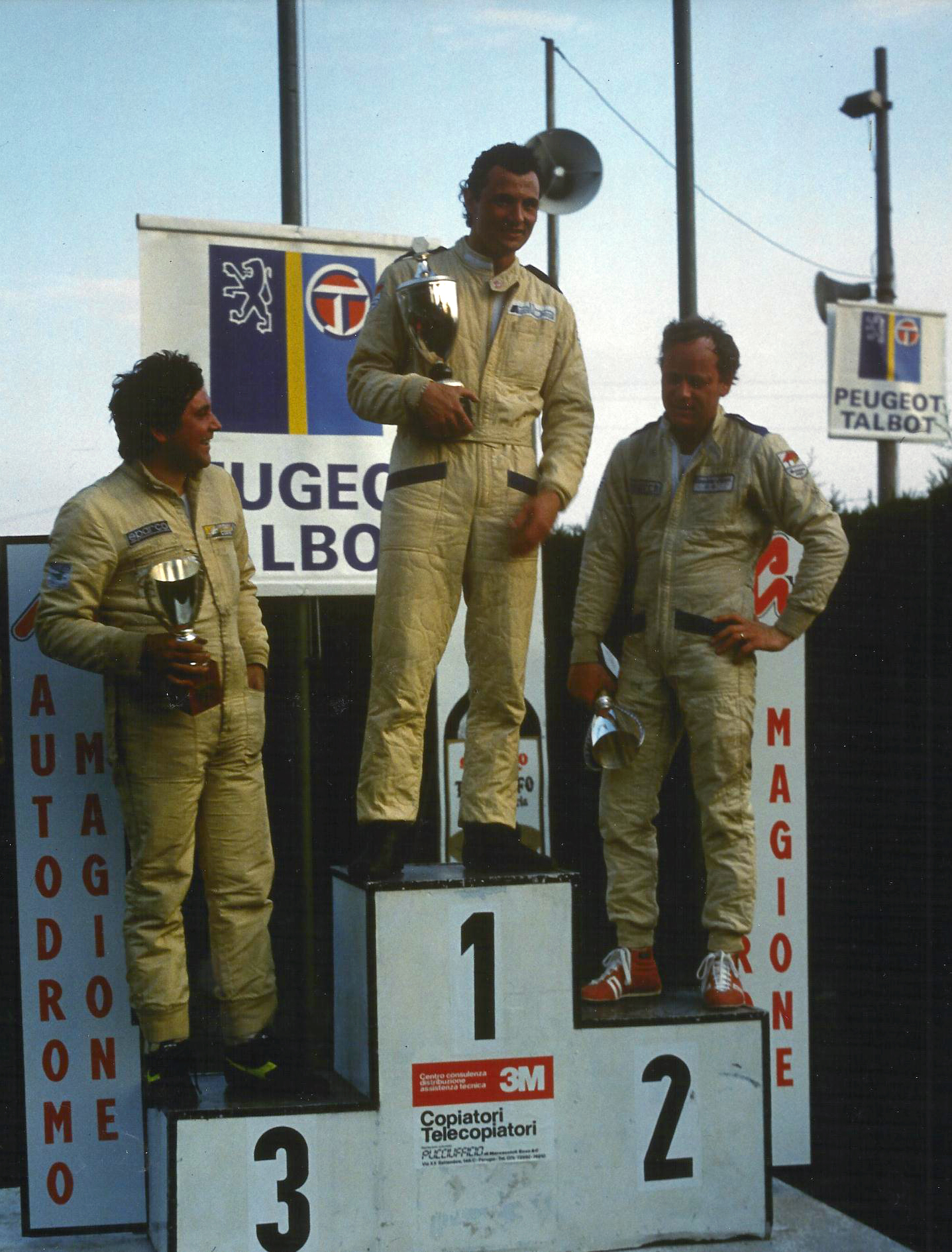
Nicola Tesini - 1 °F.2000 Magione 1984
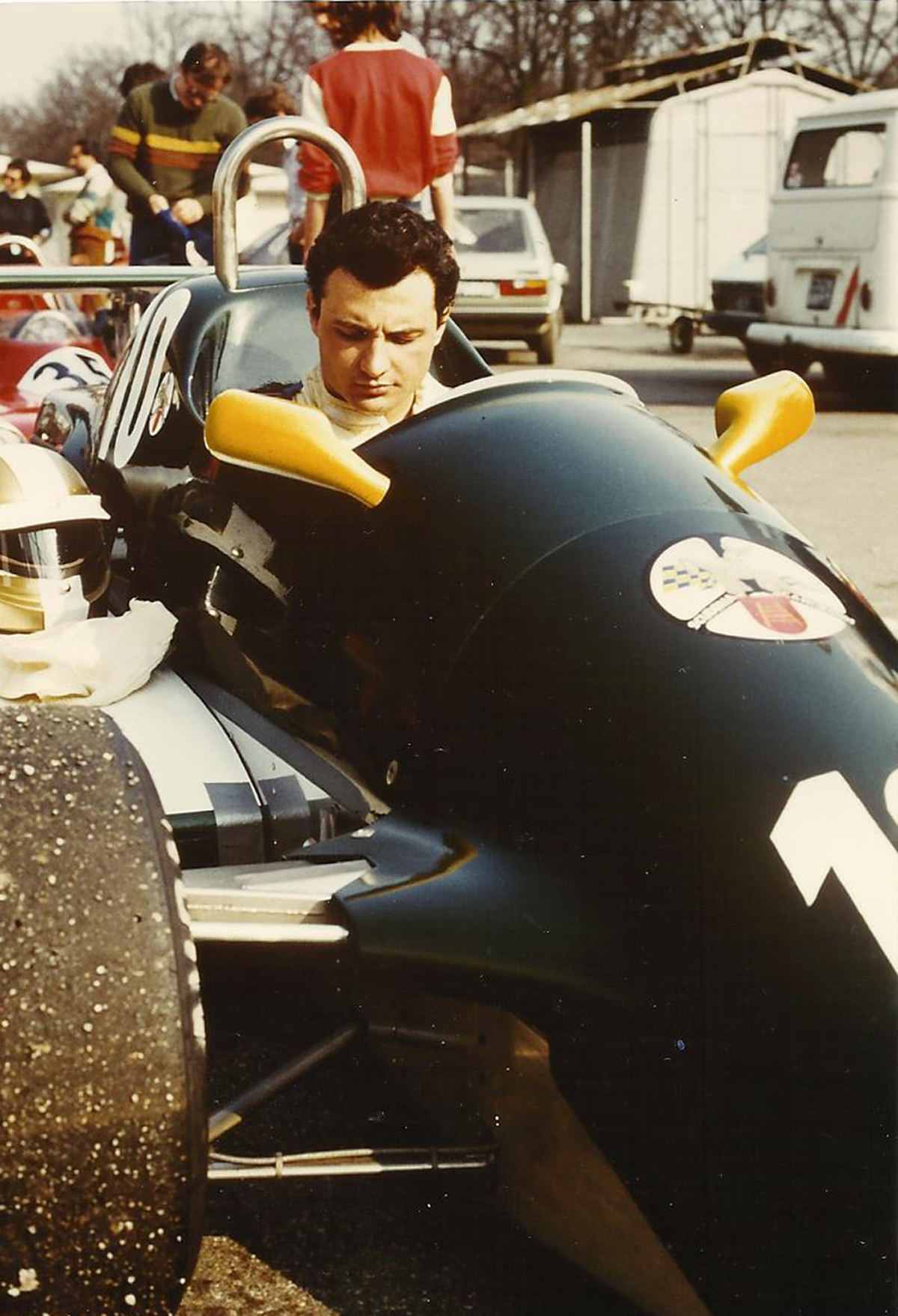
Nicola Tesini su Alba Alfa Romeo
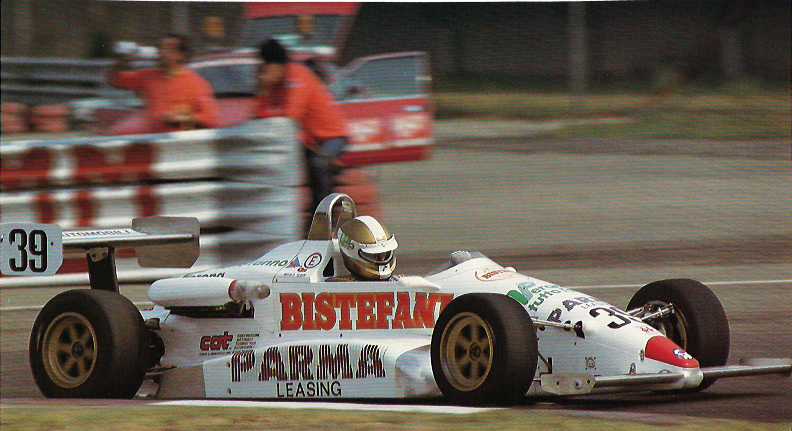
Nicola Tesini su Dallara - Imola Campionato Italiano Formula 3 1985
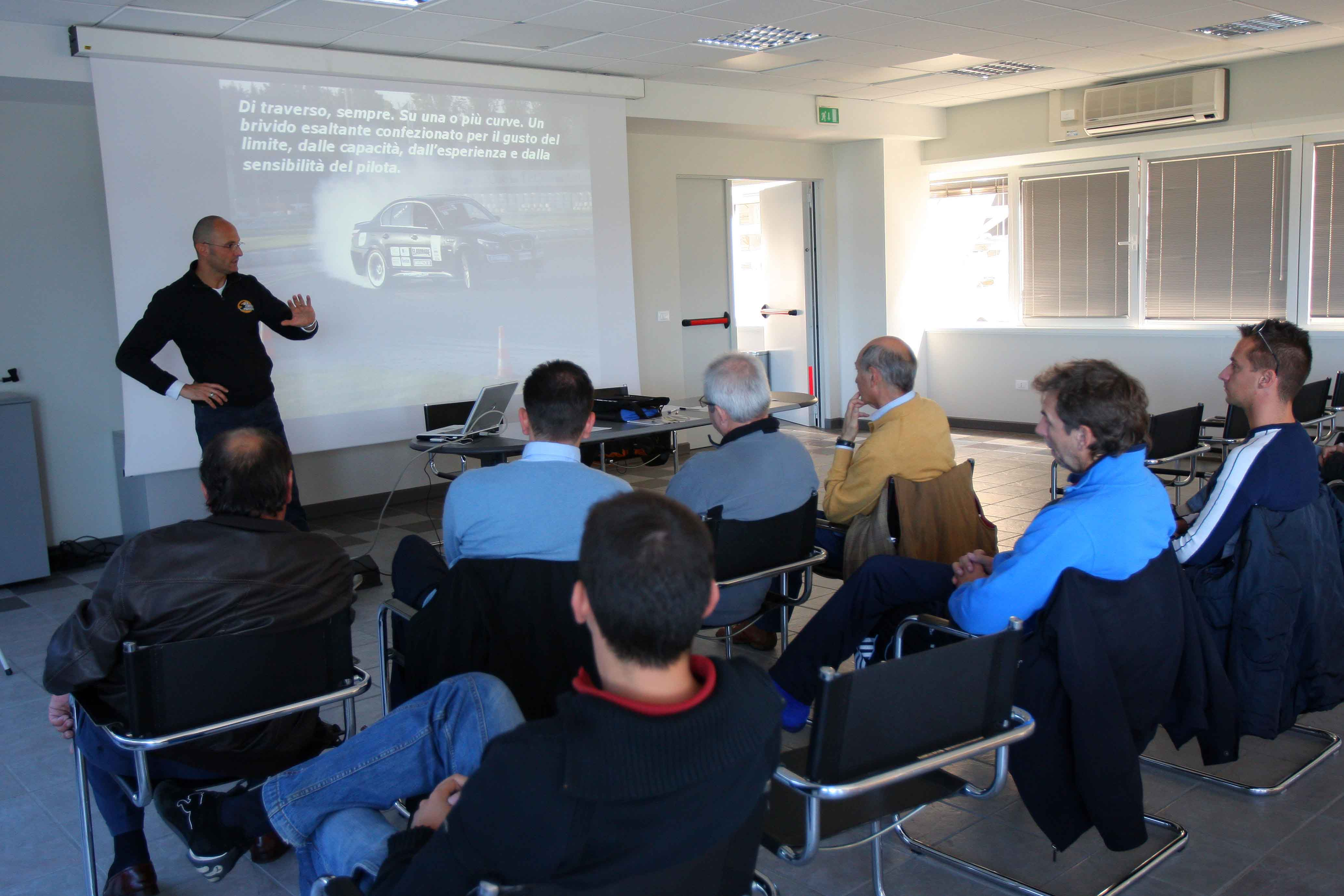
Nicola Tesini - Teoria Corso Drifting
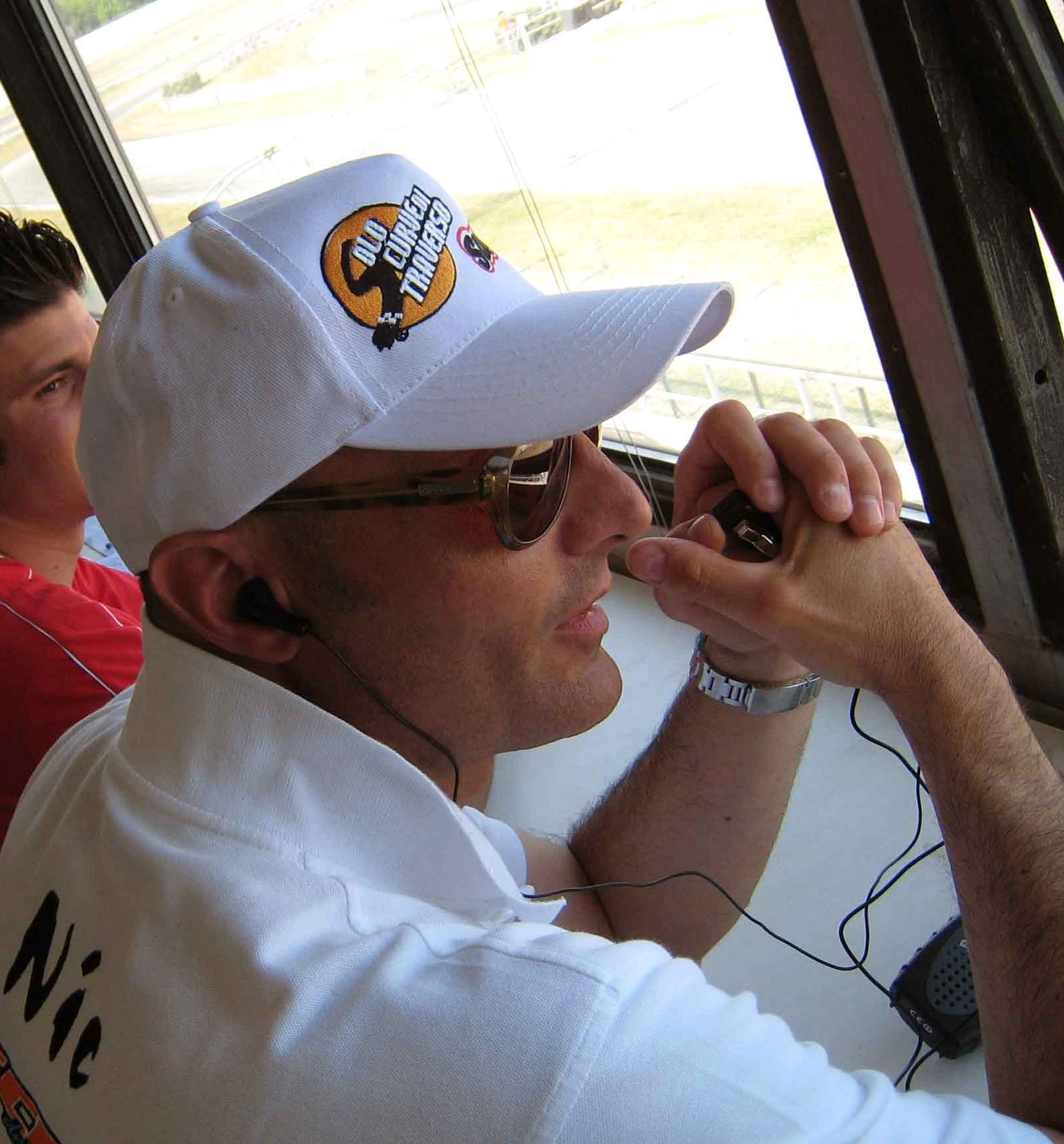
Nicola Tesini - Giudice Gara Drifting